# The Hitman (película de 1991)
The Hitman (En España: Hitman; en Latinoamérica: El sicario) es una película de acción con Chuck Norris como protagonista principal. Fue dirigida por Aaron Norris y escrita por Don Carmody, Robert Geoffrion y Galen Thompson.

## Argumento
El policía de Seattle Cliff Garrett fue gravemente herido durante una redada contra traficantes de drogas que acabó mal. Fue disparado por su companero Ronny “Del” Delany y tomado por muerto, el cual luego desaparece después de matar a los traficantes que en realidad trabajaban para él. Garrett es luego revivido con un defibrilador en el hospital, cuando lo tomaron allí también por muerto. 
Su supervisor policial Chambers encubre luego su supervivencia. Garret recibe luego de él una nueva identidad como Danny Grogan y es encargado de infiltrar una organización criminal dirigida por Marco Luganni. Él accede al trabajo a cambio de tener la posibilidad de vengarse de Delaney por lo que hizo. El plan es unir esa organización con otra dirigida por André LaCombe que opera desde Vancouver, Canadá, y que está amenazando a Luganni para luego acabar con ellos, Sin embargo, tres años después de actuar según ese plan aparecen traficantes de droga iranianos en la escena que tratan de tomar el control de la droga y que peligran el plan.
Grogan aun así continúa según el plan y manipula la situación, mientras que se vuelve amigo de un chico sin padre llamado Tim Murphy, quién vive cerca de su apartamento y que está siendo hostigado por un chico racista, mientras que su madre está trabajando en tres trabajos diferentes para sustentar a ambos. Así que está con Grogan. Él le enseña a defenderse con éxito.
Entonces el pasado de Grogan regresa cuando Ronny Delany vuelve. Resulta que estaba trabajando en secreto con Luganni y que también está ligado con los iranianos. Delany reconoce a Grogan como Garrett, y ata a Tim a una silla cargada con explosivos en una oferta para forzar Grogan a cooperar. Delany activa luego la bomba en la silla, pero Tim sobrevive y Grogan sale ileso. También resulta que Chambers lo sabía, pero que no se lo dijo para que se concentrase en su trabajo.
Grogan finalmente consigue cambiar la situación. En una reunión para hacer una alianza contra los iranianos, Delany se encarga que Luganni mate a LaCombe y a sus hombres. Luego él y los iranianos matan a Luganni y a sus hombres, el cual intentó antes matar a ellos para conseguirlo todo. Al final, Grogan mata a los iranianos que quedan y que no esperaban su presencia y mata a Delany atándolo a una silla y haciendo lo mismo que él hizo a Tim. 
Su supervisor, sabiendo de su culpa por lo ocurrido a Tim y motivado a que, a pesar de todo, su operación tenga éxito, decide de mala gana dejar las cosas como están y no actuar al respecto. Luego Garrett se va pero no sin antes dar a Tim y a su madre suficiente dinero que consiguió como criminal durante su labor como agente encubierto para que puedan finalmente vivir bien.

## Reparto
- Chuck Norris - Cliff Garret / Danny Grogan
- Michael Parks - Ronald 'Del' Delany
- Alberta Watson - Christine De Vera
- Al Waxman - Marco Luganni
- Salim Grant - Tim Murphy
- Ken Pogue - Detective Chambers
- Marcel Sabourin - André Lacombe

## Producción
Al principio las arcas de Cannon Pictures estaban vacías. Por ello la compañía que estaba llevando el proyecto en coproducción le negó el acceso al material hasta que no realizase un calendario de pagos y organizase los mismos.
Al principio la productora pensó en dar el papel del protagonista a Charles Bronson. También habían hecho el personaje para él. Sin embargo, al final, el papel fue a parar a Chuck Norris que ya había trabajado antes con la empresa. Además la historia del personaje principal compartía también ciertas similitudes con su pasado como estudiante.

## Recepción
Para los críticos la película es para los que les gusta Chuck Norris.